# Kościół Matki Miłosierdzia Ostrobramskiej w Piszu
Kościół Matki Miłosierdzia Ostrobramskiej w Piszu – rzymskokatolicki kościół parafialny należący do parafii pod tym samym wezwaniem (dekanat Pisz diecezji ełckiej).
Świątynia została ukończona w 1992 roku. Kościół został poświęcony przez biskupa pomocniczego nowo powstałej diecezji ełckiej Edwarda Samsela w dniu 2 kwietnia 1992 roku.